# Pentathlon moderne aux Jeux panaméricains de 2011
Navigation
2007 2015
Les épreuves de pentathlon moderne des Jeux panaméricains de 2011 se déroulent du 15 au 16 octobre 2011 au Hipica Club de Guadalajara, au Mexique.

## Résultats

### Hommes
| Épreuves   | Or         | Argent          | Bronze         |
| Individuel | Oscar Soto | Andrei Gheorghe | Esteban Bustos |

### Femmes
| Épreuves   | Or              | Argent       | Bronze      |
| Individuel | Margaux Isaksen | Yane Marques | Tamara Vega |

## Tableau des médailles
| Rang | Nation     | Or | Argent | Bronze | Total |
| ---- | ---------- | -- | ------ | ------ | ----- |
| 1    | Mexique    | 1  | 0      | 1      | 2     |
| 2    | États-Unis | 1  | 0      | 0      | 1     |
| 3    | Brésil     | 0  | 1      | 0      | 1     |
| 3    | Guatemala  | 0  | 1      | 0      | 1     |
| 5    | Chili      | 0  | 0      | 1      | 1     |
|      | Total      | 2  | 2      | 2      | 6     |